# Southern California Institute of Architecture
Southern California Institute of Architecture (SCI-ARC) – prywatna wyższa szkoła architektury w Los Angeles, założona w 1972 przez Raya Kappe, Thoma Maynea i Michaela Rotondi.
Jest niezależną instytucją kształcącą architektów, z kampusami w Los Angeles właściwym i jego północnym przedmieściu Santa Monica.
SCI-ARC szybko zyskała reputację innowacyjnej i jednej z najbardziej awangardowych uczelni amerykańskich w zakresie architektury. Oferuje swym studentom zagraniczne programy semestralne w Azji (SCI-ARC Kioto), w Ameryce Południowej (SCI-ARC Ibero, Meksyk) oraz w Europie (SCI-ARC Vico Morcote, Szwajcaria).